# Slalom
Il termine slalom fa riferimento a una gara sportiva nella quale i concorrenti devono completare un percorso, nel minor tempo possibile, passando attraverso dei punti obbligati chiamati porte. Il saltare una porta provoca normalmente una penalità di tempo o una squalifica. La parola slalom deriva dal termine norvegese slalåm: "sla" significa declivio ripido, e "låm" significa pista da sci.
Prove di slalom esistono in diversi sport:
- Autoslalom
- Sci (slalom speciale e slalom gigante)
- Canoa
- Sci nautico
- Sci acquatico
- Pattinaggio
- Agilitydog
- Snowboard